# Kátia Maranhão
Kátia Maranhão (Rio de Janeiro, 15 de fevereiro de 1962) é uma jornalista e apresentadora de televisão brasileira.

## Trajetória
Filha de um sargento da Marinha e de uma enfermeira, Kátia entrou cedo na faculdade e começou no jornalismo antes dos 18 anos, quando foi convidada para um teste na Radiobrás, em Brasília. Ela trabalhou ainda para as emissoras TV Globo, SBT, Globosat, TV Manchete e TV Record.
Apresentou, no fim dos anos 1980, o Notícias de Primeira Página no SBT, direto de Brasília, junto com Lívio Carneiro, que apresentava o telejornal de São Paulo. Kátia também foi apresentadora do TJ Noite, que vinha logo após o Jô Soares Onze e Meia. 
Tornou-se conhecida nacionalmente no programa Casseta & Planeta, Urgente!, na Rede Globo, entre 1992 e 1993, antes de ser substituída por Maria Paula. Na Rede Manchete, apresentou o Programa de Domingo.
Em abril de 1991, a jornalista foi capa da revista Playboy (Brasil).
Foi colaboradora no jornal Hoje em Dia e na Revista Ser. Na área política, Kátia trabalhou para dezenas de campanhas eleitorais, e foi assessora do PR (hoje PL), PDT e, em 2015, do PMDB (hoje MDB), além de assessora de imprensa dos deputados federais Clodovil Hernandes e Fernando Chiarelli. No governo presidencial de Michel Temer, foi assessora do presidente e responsável pelo site internacional do Palácio do Planalto.
Em 12 de novembro de 2018, Kátia passou a comandar o Potência Brasil, uma série de 12 entrevistas exibidas pela TV Brasil.
Em 25 de abril de 2022, Kátia foi confirmada no elenco da série Arcanjo Renegado, do Globoplay. Na trama, por curiosidade, ela viverá uma jornalista, Juliana Bentes. Ela aparecerá em 6 dos 10 episódios da próxima temporada, que estreia em agosto.

## Filmografia
| Ano       | Nome                      | Função/Papel   | Emissora      |
| --------- | ------------------------- | -------------- | ------------- |
| 1986-1989 | Noticentro                | Apresentadora  | SBT           |
| 1989-1990 | TJ Noite                  | Apresentadora  | SBT           |
| 1990      | Jornal da Gazeta          | Apresentadora  | TV Gazeta     |
| 1991-1992 | Jornal da Record          | Apresentadora  | Record        |
| 1992-1993 | Casseta & Planeta Urgente | Apresentadora  | TV Globo      |
| 1994      | Programa de Domingo       | Apresentadora  | Rede Manchete |
| 2018      | Potência Brasil           | Apresentadora  | TV Brasil     |
| 2022      | Arcanjo Renegado          | Juliana Bentes | TV Globo      |